# Alta Cima
Alta Cima är en ort i Mexiko.   Den ligger i kommunen Gómez Farías och delstaten Tamaulipas, i den centrala delen av landet, 400 km norr om huvudstaden Mexico City. Alta Cima ligger 908 meter över havet och antalet invånare är 192.
Terrängen runt Alta Cima är kuperad västerut, men österut är den bergig. Terrängen runt Alta Cima sluttar brant österut. Runt Alta Cima är det glesbefolkat, med 17 invånare per kvadratkilometer. Närmaste större samhälle är El Nuevo Encino, 12,4 km nordost om Alta Cima. I omgivningarna runt Alta Cima växer i huvudsak städsegrön lövskog.